# Cyclophora pulcherrimata
Cyclophora pulcherrimata är en fjärilsart som beskrevs av Fuchs 1900. Cyclophora pulcherrimata ingår i släktet Cyclophora och familjen mätare. Inga underarter finns listade i Catalogue of Life.